# Condado de Jefferson (Misisipi)
El condado de Jefferson (en inglés: Jefferson County), fundado en 1799, es un condado del estado estadounidense de Misisipi. En el año 2000 tenía una población de 9.740 habitantes con una densidad poblacional de 7 personas por km². La sede del condado es Fayette.

## Geografía
Según la Oficina del Censo, el condado tiene un área total de 1365 km² (527 mi²), de la cual 1344 km² (518,9 mi²) es tierra y 21 km² (8,1 mi²) es agua.

## Demografía
En el 2000 la renta per cápita promedia del condado era de $ 18,447 y el ingreso promedio para una familia era de $23,188. El ingreso per cápita para el condado era de $9,709. En 2000 los hombres tenían un ingreso per cápita de $25,726 frente a $18,000 para las mujeres. Alrededor del 36% de la población estaba bajo el umbral de pobreza nacional.

## Condados adyacentes
- Condado de Claiborne (norte)
- Condado de Copiah (noreste)
- Condado de Lincoln (sureste)
- Condado de Franklin (sur)
- Condado de Adams (suroeste)
- Parroquia de Tensas, Luisiana (oeste)

## Localidades
Ciudades
- Fayette

Áreas no incorporadas
- Church Hill
- Harriston
- Lorman
- Perth
- Red Lick
- Union Church

Pueblos fantasmas
- Rodney

## Principales carreteras
- U.S. Highway 61
- Carretera 28
- Carretera 33